# Lukšije
Lukšije su naseljeno mjesto u općini Konjic, Federacija Bosne i Hercegovine, BiH.
Nalazi se u dolini Neretvice.

## Stanovništvo

### 1991.
Nacionalni sastav stanovništva 1991. godine, bio je sljedeći:
ukupno: 126
- Hrvati – 102
- Muslimani – 23
- ostali, neopredijeljeni i nepoznato – 1

### 2013.
Nacionalni sastav stanovništva 2013. godine, bio je sljedeći:
ukupno: 22
- Bošnjaci – 13
- Hrvati – 9

## Vanjske poveznice
- Satelitska snimka[neaktivna poveznica]